# Cena Izvestijí 1973
Sedmý ročník Ceny Izvestijí se konal od 16. do 21. prosince 1973 v Moskvě. Zúčastnilo se pět reprezentačních mužstev, která se utkala jednokolovým systémem každý s každým.

## Výsledky a tabulka
|    |         | SSSR          | ČSSR           | FIN    | POL    | SWE     | V | R | P | Skóre | B |
| 1. | SSSR    | Sovětský svaz | 7:1            | 7:0    | 10:1   | 8:3     | 4 | 0 | 0 | 32:5  | 8 |
| 2. | ČSSR    | 1:7           | Československo | 7:1    | 9:1    | 2:4     | 2 | 0 | 2 | 19:13 | 4 |
| 3. | Finsko  | 0:7           | 1:7            | Finsko | 1:1    | 5:2     | 1 | 1 | 2 | 7:17  | 3 |
| 4. | Polsko  | 1:10          | 1:9            | 1:1    | Polsko | 3:2     | 1 | 1 | 2 | 6:22  | 3 |
| 5. | Švédsko | 3:8           | 4:2            | 2:5    | 2:3    | Švédsko | 1 | 0 | 3 | 11:18 | 2 |

 Československo -  Finsko 7:1 (2:0, 2:0, 3:1)
16. prosince 1973 - Moskva

Branky a nahrávky Československa: 2. Jiří Kochta (Vladimír Martinec), 11. Karel Ruml (Richard Farda), 28. Vladimír Veith (Václav Nedomanský), 36. Václav Nedomanský (Vladimír Veith), 41. Josef Horešovský (Jiří Holík), 43. Richard Farda, 51. Vladimír Martinec (Jiří Kochta).

Rozhodčí: Viktor Dombrovskij (URS), Ove Dahlberg (SWE)

Vyloučení: 2:1 (využití 0:0)

Diváků: 14 000
ČSSR: Jiří Holeček – Jaroslav Šíma, Jan Suchý, Josef Horešovský, Jiří Bubla, Oldřich Machač, Milan Kužela – Jiří Holík, Václav Nedomanský, Vladimír Veith – Vladimír Martinec, Jiří Kochta, Bohuslav Šťastný – Karel Ruml, Ivan Hlinka, Richard Farda.
Finsko: Leo Seppänen – Heikki Riihiranta, Pekka Marjamäki, Jorma Kallio, Jorma Aro, Pekka Rautakallio, Jauko Öystilä – Esa Peltonen, Matti Murto, Juhani Tamminen – Seppo Ahokainen, Lasse Oksanen, Veikko Suominen – Raimo Suoniemi, Veli-Pekka Ketola, Jukka Alkula - Timo Sutinen, Henry Leppä.
 SSSR -  Švédsko 8:3 (3:1, 2:1, 3:1)
16. prosince 1973 - Moskva

Branky SSSR: 7. Valerij Charlamov, 10. Boris Michajlov, 13. Alexandr Bodunov, 35. Alexandr Gusev, 37. Valerij Vasiljev, 45. Boris Michajlov, 48. Boris Michajlov, 55. Alexandr Volčkov.

Branky Švédska: 1. Arne Carlsson, 24. Kjell-Rune Milton, 42. Anders Hedberg.

Rozhodčí: Unto Wiitala (FIN), Josef Kompalla (FRG)

Vyloučení: 2:1 (využití 1:0)

Diváků: 14 000
SSSR: Vladislav Treťjak – Alexandr Gusev, Valerij Vasiljev, Vladimir Lutčenko, Jurij Ljapkin, Gennadij Cygankov, Viktor Kuzněcov – Valerij Charlamov, Vladimir Petrov, Boris Michajlov – Alexandr Jakušev, Vladimir Šadrin (Alexandr Volčkov), Alexandr Malcev – Alexandr Bodunov, Vjačeslav Anisin (Konstantin Klimov), Jurij Lebeděv.
Švédsko: Christer Abrahamsson – Arne Carlsson, Thommy Abrahamsson, Kjell-Rune Milton, Lars-Erik Sjöberg, Björn Johansson, Karl-Johan Sundqvist – Dan Söderström (Hans Hansson), Anders Hedberg, Mats Åhlberg – Hans Hansson (Lars-Göran Nilsson), Stig-Göran Johansson, Björn Palmqvist – Dan Labraaten, Stefan Karlsson (Mats Waltin), Ulf Nilsson.
 Finsko -  Švédsko 5:2 (0:0, 3:0, 2:2)
17. prosince 1973 - Moskva

Branky Finska: 22. Timo Sutinen, 34. Timo Sutinen, 38. Pekka Marjamäki, 58. Seppo Suoraniemi, 58. Seppo Ahokainen.

Branky Švédska: 42. Anders Hedberg, 48. Thommy Abrahamsson.

Rozhodčí: Andrej Zacharov (URS), Viktor Dombrovskij (URS)

Vyloučení: 3:6 (využití 3:1)

Diváků: 6 000
Finsko: Anti Leppänen – Pekka Marjamäki, Heikki Riihiranta, Seppo Suoraniemi, Timo Saari, Jauko Öystilä, Pekka Rautakallio – Esa Peltonen, Matti Murto, Juhani Tamminen – Pertti  Arvaja, Timo Sutinen, Henry Leppä - Seppo Ahokainen, Veli-Pekka Ketola, Lasse Oksanen.
Švédsko: William Löfqvist – Kjell-Rune Milton, Lars-Erik Sjöberg, Karl-Johan Sundqvist, Björn Johansson, Thommy Abrahamsson, Arne Carlsson – Mats Åhlberg, Anders Hedberg, Kent-Eric Andersson – Dan Labraaten, Ulf Nilsson, Stefan Karlsson – Mats Waltin, Stig-Göran Johansson, Björn Palmqvist.
 SSSR -  Polsko 10:1 (4:0, 5:1, 1:0)
17. prosince 1973 - Moskva

Branky SSSR: 9. Vladimir Petrov,  12. Jurij Lebeděv, 17. Boris Michajlov, 19. Jurij Lebeděv, 21. Alexandr Malcev, 24. Valerij Charlamov, 26. Alexandr Malcev, 34. Alexandr Jakušev, 35. Alexandr Martyňuk, 50. Alexandr Malcev.

Branky Polska: 21. Walenty Ziętara.

Rozhodčí: Aleš Pražák (TCH), Unto Wiitala (FIN)

Vyloučení: 8:6 (využití 3:0) z toho Alexandr Gusev na 10 minut.

Diváků: 14 000
SSSR: Alexandr Sidělnikov – Alexandr Gusev, Valerij Vasiljev, Vladimir Lutčenko, Alexej Volčenkov, Gennadij Cygankov, Viktor Kuzněcov, Jurij Šatalov - Valerij Charlamov, Vladimir Petrov, Boris Michajlov – Alexandr Martyňuk, Alexandr Jakušev, Alexandr Malcev – Alexandr Volčkov, Jurij Lebeděv,
Alexandr Bodunov.
Polsko: Andrzej Tkacz – Adam Kopczyński, Jerzy Potz, Andrzej Słowakiewicz, Marian Feter, Ludwik Czachowski, Robert Góralczyk - Jan Szeja, Mieczysław Jaskierski, Józef Batkiewicz - Wiesław Tokarz, Leszek Tokarz, Stefan Chowaniec - Józef Słowakiewicz, Tadeusz Kacik, Walenty Ziętara - Jan Piecko.
 Československo -  Polsko 9:1 (3:0, 3:0, 3:1)
18. prosince 1973 - Moskva

Branky a nahrávky Československo: 1. Václav Nedomanský, 8. Jiří Holík (Vladimír Veith), 11. Ján Faith (Richard Farda), 13. Oldřich Machač (Milan Kužela), 25. Bohuslav Šťastný (Jiří Kochta), 28. Jiří Kochta, 35. Vladimír Veith, 48. Jaroslav Mec (Milan Kužela), 53. Ivan Hlinka (Richard Farda).

Branky a nahrávky Polska: 54. Adam Kopczyński (Mieczysław Jaskierski).

Rozhodčí: Unto Wiitala (FIN), Ove Dahlberg (SWE)

Vyloučení: 2:3 (využití 1:0, v oslabení 1:0)

Diváků: 5 000
ČSSR: Jiří Crha – Jaroslav Šíma, Jan Suchý (41. Josef Horešovský), Oldřich Machač, Milan Kužela, Ján Faith, Miroslav Dvořák - Jiří Holík, Václav Nedomanský, Vladimír Veith (41.Josef Paleček) – Vladimír Martinec, Jiří Kochta, Bohuslav Šťastný – Josef Paleček (41. Richard Farda), Richard Farda (41. Ivan Hlinka), Jaroslav Mec.
Polsko: Henryk Wojtynek (11. Andrzej Tkacz) – Adam Kopczyński, Robert Góralczyk (41. Jerzy Potz), Ludwik Czachowski, Marian Feter, Stanisław Fryźlewicz, Andrzej Słowakiewicz - Walenty Ziętara, Józef Słowakiewicz, Tadeusz Kacik - Jan Szeja, Mieczysław Jaskierski, Stefan Chowaniec - Tadeusz Obłój, Wiesław Tokarz, Jan Piecko.
 Československo -  Švédsko 2:4 (0:1, 2:3, 0:0)
19. prosince 1973 - Moskva

Branky a nahrávky Československa: 25. Jiří Bubla, 32. Ivan Hlinka (Oldřich Machač).

Branky a nahrávky Švédska: 20. Kjell-Rune Milton (Ulf Nilsson), 23. Dan Laabraten (Stefan Karlsson), 27. Bo Berggren, 28. Björn Palmqvist.

Rozhodčí: Andrej Zacharov (URS), Unto Wiitala (FIN)

Vyloučení: 4:7 (využití 1:0)

Diváků: 14 000
ČSSR: Jiří Holeček – Jan Suchý, Jaroslav Šíma, Jiří Bubla, Josef Horešovský, Oldřich Machač, Milan Kužela – Jiří Holík, Václav Nedomanský, Vladimír Veith – Vladimír Martinec, Jiří Kochta, Bohuslav Šťastný – Karel Ruml, Ivan Hlinka, Richard Farda.
Švédsko: Christer Abrahamsson – Björn Johansson, Karl-Johan Sundqvist, Kjell-Rune Milton, Lars-Erik Sjöberg, Arne Carlsson, Thommy Abrahamsson – Lars-Göran Nilsson, Stig-Göran Johansson, Björn Palmqvist – Anders Hedberg, Bo Berggren, Mats Åhlberg – Dan Labraaten, Stefan Karlsson, Ulf Nilsson.
 SSSR -  Finsko 7:0 (3:0, 3:0, 1:0)
19. prosince 1973 - Moskva

Branky SSSR: 7. Alexandr Volčkov, 9. Vjačeslav Anisin, 17. Vladimir Lutčenko, 21. Alexandr Jakušev, 32. Alexandr Jakušev, 33. Vjačeslav Anisin, 52. Alexandr Bodunov.

Rozhodčí: Ove Dahlberg (SWE), Josef Kompalla (FRG)

Vyloučení: 4:3 (využití 1:0)

Diváků: 14 000
SSSR: Vladislav Treťjak – Alexandr Gusev, Valerij Vasiljev, Vladimir Lutčenko, Jurij Ljapkin, Gennadij Cygankov, Viktor Kuzněcov, Jurij Šatalov -  Valerij Charlamov, Vladimir Petrov, Boris Michajlov – Alexandr Volčkov, Alexandr Jakušev, Alexandr Malcev – Jurij Lebeděv, Vjačeslav Anisin, Alexandr Bodunov.
Finsko: Anti Leppänen – Pekka Marjamäki, Heikki Riihiranta, Seppo Suoraniemi, Timo Saari, Jorma Aro, Pekka Rautakallio – Esa Peltonen, Matti Murto, Juhani Tamminen – Seppo Ahokainen, Timo Sutinen, Henry Leppä - Jukka Alkula, Veli-Pekka Ketola, Lasse Oksanen.
 Polsko -  Švédsko 3:2 (1:0, 2:0, 0:2)
20. prosince 1973 - Moskva

Branky Polska: 6. Jan Piecko, 36. Mieczysław Jaskierski, 40. Walenty Ziętara.

Branky Švédska: 57. Stefan Karlsson, 60. Björn Palmqvist.

Rozhodčí: Aleš Pražák (TCH), Viktor Dombrovskij (URS)

Vyloučení: 2:3 (využití 0:0)

Diváků: 3 000
Polsko: Andrzej Tkacz – Robert Góralczyk, Ludwik Czachowski, Adam Kopczyński, Jerzy Potz, Stanisław Fryźlewicz, Andrzej Słowakiewicz - Walenty Ziętara, Józef Słowakiewicz, Tadeusz Kacik - Jan Szeja (Leszek Tokarz), Mieczysław Jaskierski, Stefan Chowaniec - Tadeusz Obłój, Wiesław Tokarz, Jan Piecko.
Švédsko: William Löfqvist – Björn Johansson, Karl-Johan Sundqvist, Arne Carlsson, Mats Waltin, Gunnar Andersson, Lars-Erik Sjöberg, Thommy Abrahamsson - Stefan  Karlsson (Björn Palmqvist), Bo Berggren (Stig-Göran Johansson), Lars-Göran Nilsson - Mats Åhlberg, Dan Söderström, Anders Hedberg - Kent-Eric Andersson (Stefan Karlsson), Ulf Nilsson, Dan Labraaten.
 Finsko -  Polsko 1:1 (1:0, 0:0, 0:1)
21. prosince 1973 - Moskva

Branky Finska: 3. Lasse Oksanen.

Branky Polska: 54. Stefan Chowaniec.

Rozhodčí: Andrej Zacharov (URS), Viktor Dombrowskij (URS)

Vyloučení: 3:2 (využití 0:1)

Diváků: 2 500
Finsko: Anti Leppänen – Pekka Marjamäki, Heikki Riihiranta, Seppo Suoraniemi, Timo Saari, Jauko Öystilä, Pekka Rautakallio – Esa Peltonen, Matti Murto, Juhani Tamminen – Henry Leppä, Timo Suutinen, Pertti Arvaja - Veli-Pekka Ketola, Lasse Oksanen, Seppo Ahokainen.
Polsko: Andrzej Tkacz – Andrzej Słowakiewicz, Ludwik Czachowski, Jerzy Potz, Adam Kopczyński, Stanisław Fryźlewicz, Marian Feter - Walenty Ziętara, Józef Słowakiewicz, Tadeusz Kacik - Tadeusz Obłój, Wiesław Tokarz, Jan Piecko - Leszek Tokarz, Mieczysław Jaskierski, Stefan Chowaniec - Jan Szeja.
 SSSR -  Československo 7:1 (0:1, 3:0, 4:0)
21. prosince 1973 - Moskva

Branky SSSR: 20:36 Valerij Vasiljev (Boris Michajlov), 24:21 Vladimir Petrov, 28:21 Valerij Charlamov (Boris Michajlov), 43:31 Vladimir Petrov, 48:33 Jurij Lebeděv (Gennadij Cygankov), 49:01 Vladimir Petrov, 52:43 Alexandr Malcev.

Rozhodčí: Ove Dahlberg (SWE), Josef Kompalla (FRG)

Vyloučení: 4:6 (využití 1:1)

Diváků: 14 000
ČSSR: Jiří Holeček – Jan Suchý, Miroslav Dvořák (Jaroslav Šíma), Josef Horešovský, Jiří Bubla, Oldřich Machač, Milan Kužela – Jiří Holík, Václav Nedomanský, Vladimír Veith – Vladimír Martinec, Jiří Kochta, Bohuslav Šťastný – Richard Farda, Ivan Hlinka, Josef Paleček.
SSSR: Vladislav Treťjak – Alexandr Gusev, Valerij Vasiljev, Vladimir Lutčenko, Jurij Ljapkin, Gennadij Cygankov, Viktor Kuzněcov – Valerij Charlamov, Vladimir Petrov, Boris Michajlov – Alexandr Malcev, Alexandr Volčkov (Vladimir Šadrin), Alexandr Jakušev – Alexandr Bodunov, Vjačeslav Anisin, Jurij Lebeděv.

## Statistiky

### Nejlepší hráči
| Brankář | Jiří Holeček      |
| Obránce | Alexandr Gusev    |
| Útočník | Valerij Charlamov |

### Kanadské bodování
| Poř. | Kanadské bodování | Branky | Přihrávky | Body |
| ---- | ----------------- | ------ | --------- | ---- |
| 1.   | Boris Michajlov   | 5      | 4         | 9    |